# Michael Boddicker
Michael J. Boddicker (Cedar Rapids, Iowa, 19 januari 1953 is een Amerikaans toetsenist en componist van voornamelijk filmmuziek. Daarnaast schreef hij ook muziek voor reclame. Hij heet sinds 1995 Michael Lehmann Boddicker; hij trouwde toen Edie Lehmann.

## Biografie
Hij kreeg de muziek met de paplepel ingegoten; zijn ouders voerden drie muziekwinkels binnen Iowa. Zijn moeder was een plaatselijk bekend accordeonbespeler.
Hij studeerde muziek aan de Universiteit van Iowa (elektronische muziek, dichtkunst en hedendaagse compositieleer), nadat hij al eerder aan het Coe College had gestudeerd. Verdere studies vonden plaats aan de Universiteit van Wisconsin en UCLA. Boddicker werd ingeschakeld door honderden artiesten om hen te ondersteunen in de (toen) moeilijke tijden in de synthesizerwereld. Niet ieder artiest kon zich verdiepen in de steeds specialistischer wordende apparatuur en niet iedere artiest kon de vernieuwingen financieel bijhouden.
Onder meer de volgende artiesten namen liedjes van hem op: Lani Hall (Go For The Heart), Earth Wind & Fire (Opening Raise Tour), Patti Austin (Oh, No Margarita), Michael Jackson (Captain EO & HIStory Unveiling), Isao Tomita's & YMO's Hideki Matsutaki (Automatic Collect, Automatic Correct & Plan), Kitaro (The Silk Road), Laura Branigan (Imagination) en David Hasselhoff.
Onder de personen die hem inschakelden zat een aantal zeer beroemde:
- Michael Jackson met This Is It, HIStory, Thriller, Bad, single "P.Y.T. (Pretty Young Thing)", Off the Wall, Dangerous, Black or White, en single We Are the World;
- Earth, Wind & Fire met single Let's Groove Tonight;
- Lionel Richie met  single Hello, You Are, Running with the Night;
- Dazz Band met Let It Whip;
- Randy Newman met The Natural en Short People;
- Kenny Loggins met zijn lied Footloose;
- Barbra Streisand met Somewhere;
- Cheap Tricks Surrender;
- The Jacksons met Shake Your Body;
- The Pointer Sisters met He's so shy en
- Diana Ross met Missing You.

Almaar musicerend hielp hij ook Intel om de synthesizers meer te integreren in computerapparatuur (hij had op een gegeven moment meer dan 100 toetsinstrumenten). Vanaf 2002 wordt het rustig met nieuwe opnamen.